# Is Anybody Out There
«Is Anybody Out There» —en español: «¿Hay alguien ahí fuera?»— es una canción coescrita e interpretada por el rapero somalí K'naan con la cantante y compositora canadiense Nelly Furtado, desde su primer EP More Beautiful Than Silence.
Fue lanzada como descarga digital en los Estados Unidos el 24 de enero de 2012, antes de ser físicamente emitido en Alemania el 30 de marzo.  El sencillo hizo su debut en la lista Canadian Hot 100 en el número 67 y alcanzó el número 14. Tuvo más éxito en Nueva Zelanda, donde alcanzó la cima de la lista RIANZ en la semana del 12 de marzo de 2012; fue el cuarto sencillo número uno de Furtado en Nueva Zelanda.

## Lista de canciones
- Descarga digital[2]

1. "Is Anybody Out There?" — 3:58

- Sencillo CD[3]

1. "Is Anybody Out There?" — 3:58
2. "Is Anybody Out There?" (Cutmore Radio Edit) — 3:27

## Posicionamiento en listas
| Listas (2012)                               | Mejor posición |
| ------------------------------------------- | -------------- |
| Alemania (Offizielle Deutsche Charts)       | 11             |
| Austria (Ö3 Austria Top 40)                 | 7              |
| Bélgica (Flandes) (Ultratip Bubbling Under) | 10             |
| Bélgica (Valonia) (Ultratip Bubbling Under) | 19             |
| Canadá (Canadian Hot 100)                   | 14             |
| Eslovaquia (Rádio Top 100)                  | 15             |
| Estados Unidos (Billboard Hot 100)          | 4              |
| Estados Unidos (Billboard Pop Songs)        | 27             |
| Hungría (Rádiós Top 40)                     | 30             |
| Nueva Zelanda (Recorded Music NZ)           | 1              |
| Países Bajos (Dutch Top 40)                 | 15             |
| República Checa (Rádio Top 100)             | 24             |
| Suiza (Schweizer Hitparade)                 | 20             |